# نيد هانلون
نيد هانلون (بالإنجليزية: Ned Hanlon) هو لاعب كرة قاعدة أمريكي، ولد في 22 أغسطس 1857 في مونتفيل في الولايات المتحدة، وتوفي في 14 أبريل 1937 في بالتيمور في الولايات المتحدة.

## وصلات خارجية
- نيد هانلون على موقعبيزبول رفرنس.كوم (الدوري الرئيسي) (الإنجليزية)
- نيد هانلون على موقع جمعية أبحاث البيسبول الأمريكية (الإنجليزية)
- نيد هانلون على موقع قاعة مشاهير كرة القاعدة (الإنجليزية)